# HS Riga
Le HS Riga est un club de hockey sur glace de Riga en Lettonie. Il évolue dans l'Optibet hokeja līga, l'élite lettone.

## Historique
Le club est créé en 1999.

## Palmarès
Néant.